# Pedro Jeanine
Pedro Jeanine est un footballeur international panaméen né le 4 septembre 1993 à Panama City. Il évolue au poste de milieu défensif au CD Universitario.

## Biographie

### En club
Il fait ses débuts en 2010 avec le club panaméen du San Francisco FC, en première division. 
Il participe avec cette équipe à la Ligue des champions de la CONCACAF.
Fin janvier 2016, il est invité au camp de préparation de l'Impact de Montréal pour un essai. Il passe 10 jours à Orlando avec les montréalais sans parvenir à convaincre le club canadien de lui offrir un contrat. 

### En équipe nationale
Il participe avec la sélection panaméenne au championnat de la CONCACAF des moins de 20 ans 2013 organisé au Mexique.
Il reçoit sa première sélection en équipe du Panama lors de l'année 2014.

## Palmarès
- Champion du Panama en 2011 (Tournoi de clôture) et 2014 (Tournoi d'ouverture)